# Leichtathletik-Länderkampf der Frauen 1957 Niederlande – BR Deutschland – Schweden / Niederlande – BR Deutschland
| 3. Leichtathletik-Länderkampf mit bundesdeutscher Beteiligung 1957                               | 3. Leichtathletik-Länderkampf mit bundesdeutscher Beteiligung 1957 |                     |
| ------------------------------------------------------------------------------------------------ | ------------------------------------------------------------------ | ------------------- |
|                                                                                                  |                                                                    |                     |
| Ländervergleich der Frauen: Niederlande – BR Deutschland – Schweden Niederlande – BR Deutschland |                                                                    |                     |
| Austragungsort                                                                                   | Enschede                                                           |                     |
| Wettbewerbe                                                                                      | 10                                                                 |                     |
| Datum                                                                                            | 30. Juni 1957                                                      |                     |
| 1. FRG 2. NLD 3. SWE                                                                             | 94 Punkte 74 Punkte 42 Punkte                                      |                     |
| 1. FRG 2. NLD                                                                                    | 61 Punkte 45 Punkte                                                |                     |
| Chronik                                                                                          |                                                                    |                     |
| ← FRG-AUT-SUI Straß'lauf (M)                                                                     | FRG-DNK Geher (M) →                                                | FRG-DNK Geher (M) → |

Im dritten Vergleich des Länderkampfjahres 1957 kam es zu einem Dreiländerkampf der Frauen zwischen der Bundesrepublik Deutschland, den Niederlanden und Schweden sowie zu einem Zweiländerkampf der Frauen zwischen der Bundesrepublik und den Niederlanden. Das Aufeinandertreffen mit den Niederlanden war das neunte mit diesem Gegner. Die Veranstaltung wurde am 30. Juni im niederländischen Enschede.

## Wettbewerbe und Modus
Auf dem Programm standen die damals neun olympischen Frauendisziplinen, dazu kam der ab 1960 ebenfalls olympische 800-Meter-Lauf. Im Dreiländerkampf wurden die Punkte in den Einzeldisziplinen folgendermaßen verteilt: Pl. 1: 7 P, Pl. 2: 5 P, …, Pl. 6: 1 P. In der Staffel gab es für Platz eins sieben, für Platz zwei vier Punkte und für Platz drei einen Punkt. Im Zweiländerkampf wurde in den Einzeldisziplinen nach dem Standardsystem gewertet, in den Staffeln gab es fünf zu zwei Punkte.

## Ergebnis
Im Dreiländerkampf gelang den Schwedinnen kein Disziplinsieg. Die Bundesrepublik Deutschland entschied hier je drei Wettbewerbe in den Bereichen Lauf und Wurf/Stoß für sich. Die Niederländerinnen gewannen je zwei Disziplinen in den Bereichen Lauf und Sprung. So ging die Wertung des Dreiländerkampfs mit 94 Punkten an die bundesdeutschen Leichtathletinnen. Platz zwei belegte die Niederlande (74 P) vor Schweden (42 P). Der Vergleich mit den Niederlanden endete 61 zu 45 für die Bundesrepublik Deutschland.

## Resultate

### 100 m
| Platz | Athlet              | Land | Zeit (s) | Länderkampfwertung   | Länderkampfwertung |
| ----- | ------------------- | ---- | -------- | -------------------- | ------------------ |
| 1     | Edeltraud Eiberle   | FRG  | 12,2     | 1. FRG 1. NLD 3. SWE | 9 P 4 P            |
| 2     | Hannie Bloemhof     | NLD  | 12,2     | 1. FRG 1. NLD 3. SWE | 9 P 4 P            |
| 3     | Ine Spijk           | NLD  | 12,3     | 1. FRG 1. NLD 3. SWE | 9 P 4 P            |
| 4     | Britt Mårtensson    | SWE  | 12,4     | 1. FRG 2. NLD        | 6 P 5 P            |
| 5     | Renate Nitschke     | FRG  | 12,4     | 1. FRG 2. NLD        | 6 P 5 P            |
| 6     | Ulla-Britt Olofsson | SWE  | 12,5     | 1. FRG 2. NLD        | 6 P 5 P            |

### 200 m
| Platz | Athlet              | Land | Zeit (s) | Länderkampfwertung   | Länderkampfwertung |
| ----- | ------------------- | ---- | -------- | -------------------- | ------------------ |
| 1     | Hannie Bloemhof     | NLD  | 24,9     | 1. NLD 2. FRG 2. SWE | 12 P 05 P 05 P     |
| 2     | Ria van Kuyk        | NLD  | 25,3     | 1. NLD 2. FRG 2. SWE | 12 P 05 P 05 P     |
| 3     | Ulla-Britt Olofsson | SWE  | 25,6     | 1. NLD 2. FRG 2. SWE | 12 P 05 P 05 P     |
| 4     | Charlotte Schmidt   | FRG  | 25,7     | 1. NLD 2. FRG        | 08 P 03 P          |
| 5     | Christel Schneider  | FRG  | 26,5     | 1. NLD 2. FRG        | 08 P 03 P          |
| 6     | May Hjärtberg       | SWE  | 27,2     | 1. NLD 2. FRG        | 08 P 03 P          |

### 800 m
| Platz | Athlet                | Land | Zeit (min) | Länderkampfwertung   | Länderkampfwertung |
| ----- | --------------------- | ---- | ---------- | -------------------- | ------------------ |
| 1     | Edith Schiller        | FRG  | 2:17,3     | 1. FRG 2. NLD 2. SWE | 12 P 05 P 05 P     |
| 2     | Ariane Döser          | FRG  | 2:17,3     | 1. FRG 2. NLD 2. SWE | 12 P 05 P 05 P     |
| 3     | Marie-Luise Johansson | SWE  | 2:18,9     | 1. FRG 2. NLD 2. SWE | 12 P 05 P 05 P     |
| 4     | Stien Schorleman      | NLD  | 2:19,9     | 1. FRG 2. NLD        | 08 P 03 P          |
| 5     | Irene Potasse         | NLD  | 2:25,6     | 1. FRG 2. NLD        | 08 P 03 P          |
| 6     | Jenny Ericsson        | SWE  | 2:26,5     | 1. FRG 2. NLD        | 08 P 03 P          |

### 80 m Hürden
| Platz | Athlet            | Land | Zeit (s) | Länderkampfwertung   | Länderkampfwertung |
| ----- | ----------------- | ---- | -------- | -------------------- | ------------------ |
| 1     | Edeltraud Eiberle | FRG  | 11,5     | 1. FRG 2. NLD 3. SWE | 12 P 06 P 04 P     |
| 2     | Ursula Diosegi    | FRG  | 11,8     | 1. FRG 2. NLD 3. SWE | 12 P 06 P 04 P     |
| 3     | Willy Cysouw      | NLD  | 11,9     | 1. FRG 2. NLD 3. SWE | 12 P 06 P 04 P     |
| 4     | Eva Hedberg       | SWE  | 12,2     | 1. FRG 2. NLD        | 08 P 03 P          |
| 5     | Selma Heystek     | NLD  | 12,3     | 1. FRG 2. NLD        | 08 P 03 P          |
| 6     | Stina Cronholm    | SWE  | 12,7     | 1. FRG 2. NLD        | 08 P 03 P          |

### 4 × 100 m Staffel
| Platz | Besetzung      | Land                                                                        | Zeit (s) | Länderkampfwertung   | Länderkampfwertung |
| ----- | -------------- | --------------------------------------------------------------------------- | -------- | -------------------- | ------------------ |
| 1     | Niederlande    | Joke Jansen-Claus Ine Spijk Ria van Kuyk Hannie Bloemhof                    | 49,1     | 1. NLD 2. FRG 3. SWE | 7 P 4 P 1 P        |
| 2     | BR Deutschland | Christel Schneider Charlotte Schmidt Renate Nitschke Edeltraud Eiberle      | 49,2     | 1. NLD 2. FRG 3. SWE | 7 P 4 P 1 P        |
| 3     | Schweden       | Annmari Cederberg Britt Mårtensson Anna-Lisa Augustsson Ulla-Britt Olofsson | 49,6     | 1. NLD 2. FRG        | 5 P 2 P            |

### Hochsprung
| Platz | Athlet          | Land | Höhe (m) | Länderkampfwertung   | Länderkampfwertung |
| ----- | --------------- | ---- | -------- | -------------------- | ------------------ |
| 1     | Dinie Hobers    | NLD  | 1,62     | 1. NLD 2. FRG 3. SWE | 10 P 09 P 03 P     |
| 2     | Marlene Mathei  | FRG  | 1,62     | 1. NLD 2. FRG 3. SWE | 10 P 09 P 03 P     |
| 3     | Inge Kilian     | FRG  | 1,62     | 1. NLD 2. FRG 3. SWE | 10 P 09 P 03 P     |
| 4     | Nel Zwier       | NLD  | 1,62     | 1. NLD 2. FRG        | 06 P 05 P          |
| 5     | Karin Malmqvist | SWE  | 1,53     | 1. NLD 2. FRG        | 06 P 05 P          |
| 6     | Inga Söderlind  | SWE  | 1,52     | 1. NLD 2. FRG        | 06 P 05 P          |

### Weitsprung
| Platz | Athlet             | Land | Weite (m) | Länderkampfwertung   | Länderkampfwertung |
| ----- | ------------------ | ---- | --------- | -------------------- | ------------------ |
| 1     | Wemmie Scholtmeyer | NLD  | 5,80      | 1. NLD 2. FRG 3. SWE | 10 P 07 P 05 P     |
| 2     | Ursula Diosegi     | FRG  | 5,52      | 1. NLD 2. FRG 3. SWE | 10 P 07 P 05 P     |
| 3     | Britt Mårtensson   | SWE  | 5,39      | 1. NLD 2. FRG 3. SWE | 10 P 07 P 05 P     |
| 4     | Imke Vaal          | NLD  | 5,33      | 1. NLD 2. FRG        | 07 P 04 P          |
| 5     | Barbara Ebert      | FRG  | 5,28      | 1. NLD 2. FRG        | 07 P 04 P          |
| 6     | Britt Johansson    | SWE  | 5,14      | 1. NLD 2. FRG        | 07 P 04 P          |

### Kugelstoßen
| Platz | Athlet               | Land | Weite (m) | Länderkampfwertung   | Länderkampfwertung |
| ----- | -------------------- | ---- | --------- | -------------------- | ------------------ |
| 1     | Marianne Werner      | FRG  | 15,26     | 1. FRG 2. NLD 2. SWE | 12 P 05 P 05 P     |
| 2     | Marlene Biedermann   | FRG  | 13,22     | 1. FRG 2. NLD 2. SWE | 12 P 05 P 05 P     |
| 3     | Eivor Lagman         | SWE  | 12,79     | 1. FRG 2. NLD 2. SWE | 12 P 05 P 05 P     |
| 4     | Corrie Huygens       | NLD  | 12,68     | 1. FRG 2. NLD        | 08 P 03 P          |
| 5     | Corrie van den Bosch | NLD  | 12,28     | 1. FRG 2. NLD        | 08 P 03 P          |
| 6     | Maj-Britt Stolpe     | SWE  | 11,98     | 1. FRG 2. NLD        | 08 P 03 P          |

### Diskuswurf
| Platz | Athlet               | Land | Weite (m) | Länderkampfwertung   | Länderkampfwertung |
| ----- | -------------------- | ---- | --------- | -------------------- | ------------------ |
| 1     | Karen Sonneck        | FRG  | 44,85     | 1. FRG 2. NLD 3. SWE | 12 P 03 P 03 P     |
| 2     | Marianne Werner      | FRG  | 42,04     | 1. FRG 2. NLD 3. SWE | 12 P 03 P 03 P     |
| 3     | Ans Panhorst         | NLD  | 39,10     | 1. FRG 2. NLD 3. SWE | 12 P 03 P 03 P     |
| 4     | Corrie van den Bosch | NLD  | 38,00     | 1. FRG 2. NLD        | 08 P 03 P          |
| 5     | Brigitta Sundberg    | SWE  | 36,95     | 1. FRG 2. NLD        | 08 P 03 P          |
| 6     | Brigitta Schönborg   | SWE  | 36,20     | 1. FRG 2. NLD        | 08 P 03 P          |

### Speerwurf
| Platz | Athlet              | Land | Weite (m) | Länderkampfwertung   | Länderkampfwertung |
| ----- | ------------------- | ---- | --------- | -------------------- | ------------------ |
| 1     | Almut Brömmel       | FRG  | 48,00     | 1. FRG 2. SWE 3. NLD | 11 P 07 P 04 P     |
| 2     | Ingrid Almqvist     | SWE  | 47,16     | 1. FRG 2. SWE 3. NLD | 11 P 07 P 04 P     |
| 3     | Lotte Kipp          | FRG  | 44,42     | 1. FRG 2. SWE 3. NLD | 11 P 07 P 04 P     |
| 4     | Will van Mondvoorth | NLD  | 38,67     | 1. FRG 2. NLD        | 08 P 03 P          |
| 5     | Inger Eklund        | SWE  | 38,63     | 1. FRG 2. NLD        | 08 P 03 P          |
| 6     | Gre van Zelm        | NLD  | 38,46     | 1. FRG 2. NLD        | 08 P 03 P          |